# 落合恵美子
落合 恵美子（おちあい えみこ、1958年1月15日 - ）は、日本のフェミニスト・社会学者。京都大学名誉教授、京都産業大学現代社会学部教授。元日本学術会議会員。専門は家族社会学、ジェンダー論、歴史社会学。

## 人物
東京都生まれ。主著『21世紀家族へ』では戦後日本における近代家族の動向を産業構造の転換や人口転換と結びつけて論じた。歴史社会学の研究でも知られ、徳川時代の宗門人別改帳の分析による「家」の実態解明、現代アジアにおける家族変動の比較社会学的調査研究にも携わる。
夫は同志社大学経済学部教授で数理神学提唱者の落合仁司。

## 略歴

### 学歴
- 1980年 東京大学文学部社会学科卒業
- 1987年 東京大学大学院社会学研究科博士課程満期退学

### 職歴
- 1986年 兵庫県家庭問題研究所主任研究員
- 1987年 同志社女子大学助手
- 1988年 同志社女子大学専任講師
- 1993年 ケンブリッジ大学客員研究員
- 1994年 国際日本文化研究センター助教授
- 2003年 京都大学大学院文学研究科助教授
- 2004年 京都大学大学院文学研究科教授
- 2023年 京都大学定年退職、京都大学名誉教授、京都産業大学現代社会学部現代社会学科教授

#### 学外における役職
- 日本ユネスコ国内委員（1999年）
- 日本学術会議会員
- 比較家族史学会会長（2017年-2020年）

## 受賞歴
- 1995年 『21世紀家族へ』で山川菊栄婦人問題研究奨励賞

## 著書

### 単著
- 『近代家族とフェミニズム』（勁草書房, 1989年）
- 『21世紀家族へ 家族の戦後体制の見かた・超えかた』（有斐閣［有斐閣選書］, 1994年/第3版・2004年/第4版・2019年）
  - のち英訳、The Japanese family system in transition : a sociological analysis of family change in postwar Japan, LTCB International Library Foundation, 1997
- 『近代家族の曲がり角』（角川書店［角川叢書］, 2000年）
- 『親密圏と公共圏の社会学 ケアの20世紀体制を超えて』（有斐閣，2023年）

### 共著
- （ポーラ文化研究所編、渡辺保・橋爪大三郎）『自分を癒す社会学入門 自分の“あるべき姿”なんて本当にあるのか』（芸文社, 1997年）

### 編著
- 『徳川日本のライフコース 歴史人口学との対話』（ミネルヴァ書房, 2006年）
- 『親密圏と公共圏の再編成:アジア近代からの問い』（京都大学学術出版会, 2013年）
- 『徳川日本の家族と地域性　歴史人口学との対話』（ミネルヴァ書房, 2015年）

### 共編著
- （上野加代子）『21世紀アジア家族』（明石書店, 2006年）
- （山根真理・宮坂靖子）『アジアの家族とジェンダー』（勁草書房, 2007年）
- （首藤明和・小林一穂）『日中社会学叢書 グローバリゼーションと東アジア社会の新構想 分岐する現代中国家族』（明石書店 2008年）
- （小島宏・八木透）『シリーズ比較家族 3-5・シリーズ比較家族第3期 歴史人口学と比較家族史』（早稲田大学出版部, 2009年）
- 落合恵美子、赤枝香奈子 編『アジア女性と親密性の労働』京都大学学術出版会、2012年2月。ISBN 978-4876985746。

## 論文
- Cinii